# Alchemilla longipes
Alchemilla longipes är en rosväxtart som beskrevs av Sergei Vasilievich Juzepczuk. Alchemilla longipes ingår i släktet daggkåpor, och familjen rosväxter. Inga underarter finns listade i Catalogue of Life.